# Strömsund
Strömsund – miejscowość (tätort) w Szwecji, w regionie administracyjnym (län) Jämtland. Siedziba władz (centralort) gminy Strömsund. 
Strömsund położony jest nad Russfjärden, najdalej na południe wysuniętą odnogą jeziora Ströms Vattudal, ok.  100 km na północ od Östersund, w północnej części prowincji historycznej (landskap) Jämtland. Przez miejscowość, stanowiącą handlowe i gospodarcze centrum północnego Jämtland, przebiega droga E45 i linia kolejowa Kristinehamn – Gällivare (Inlandsbanan). Droga E45 prowadzi po oddanym do użytku w 1956 r. moście wantowym Strömsundsbron, łączącym oba brzegi jeziora Ströms Vattudal. Wizerunek mostu znalazł się w herbie gminy Strömsund.   
W 2010 r. Strömsund liczył 3589 mieszkańców.